# Arturo Toscanini
Arturo Toscanini, italijanski dirigent, * 25. marec 1867, Parma, † 16. januar 1957, New York.

## Življenje
Toscanini je bil eden največjih dirigentov svojega časa. Odlikovale so ga idealne dirigentske lastnosti: absolutni posluh, perfekcionizem pri delu, odlična voditeljska sposobnost, fotografski spomin, za današnji čas pa bi bila njegova pomanjkljivost karakter kolerika, ki v njegovem obdobju ni bila tolikanj obsojena. Med dirigentove izgrede lahko štejemo spor, v katerem je violinistu na glavi razbil violino. Krstno je izvedel mnogo danes slavnih koncertnih in opernih skladb, dirigiral pa je najboljšim svetovnim orkestrom, deloval v milanski Scali, v Metropolitanski operi itd.

## Ljubljanski park
Po Arturu Toscaniniju je poimenovan park ob Jamovi cesti na Viču v Ljubljani.